# Proteuxoa bistrigula
Proteuxoa bistrigula là một loài bướm đêm thuộc họ Noctuidae. Nó được tìm thấy ở Lãnh thổ Thủ đô Úc, New South Wales, Victoria, Tasmania và Nam Úc.

## Hình ảnh

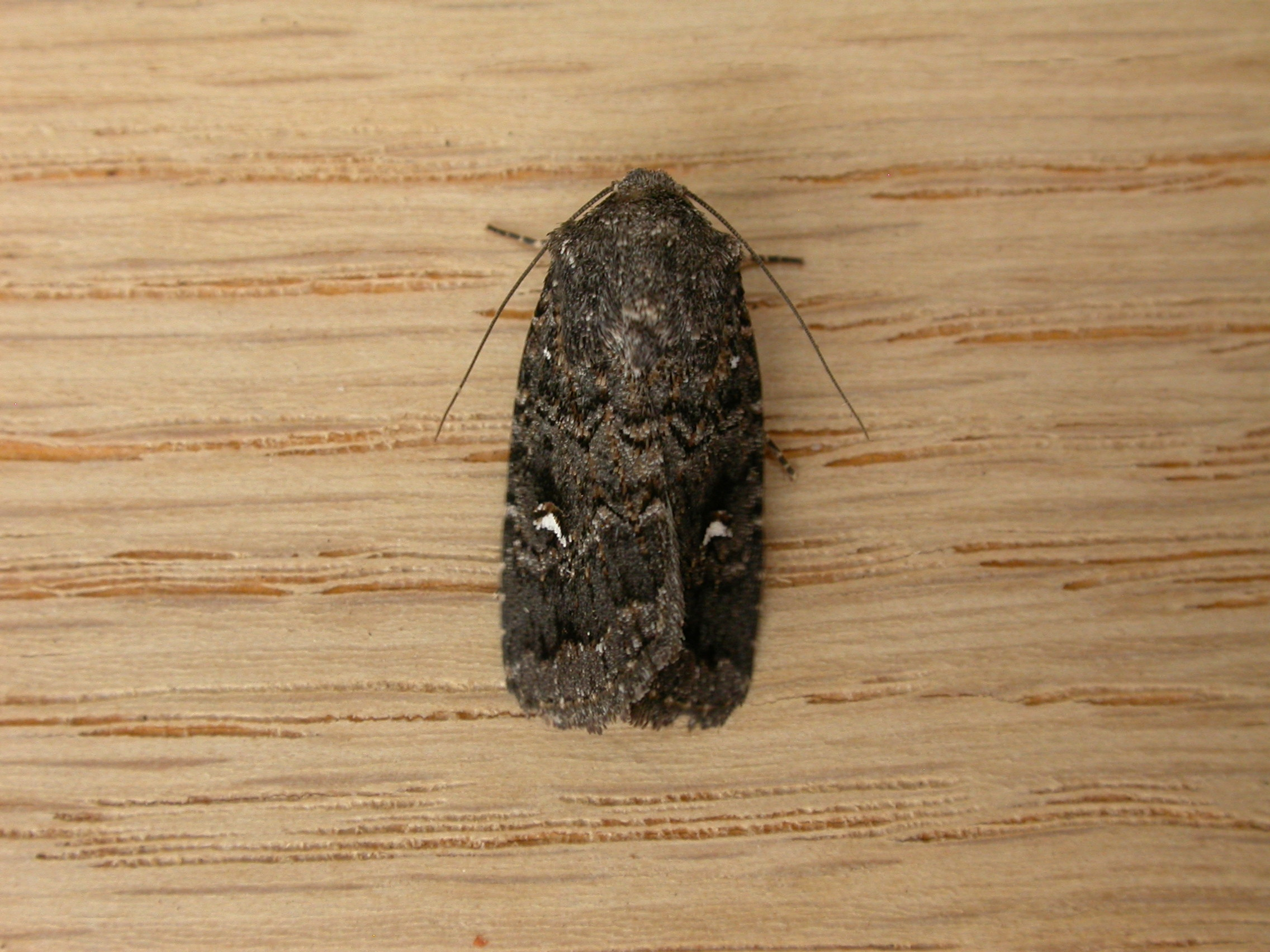
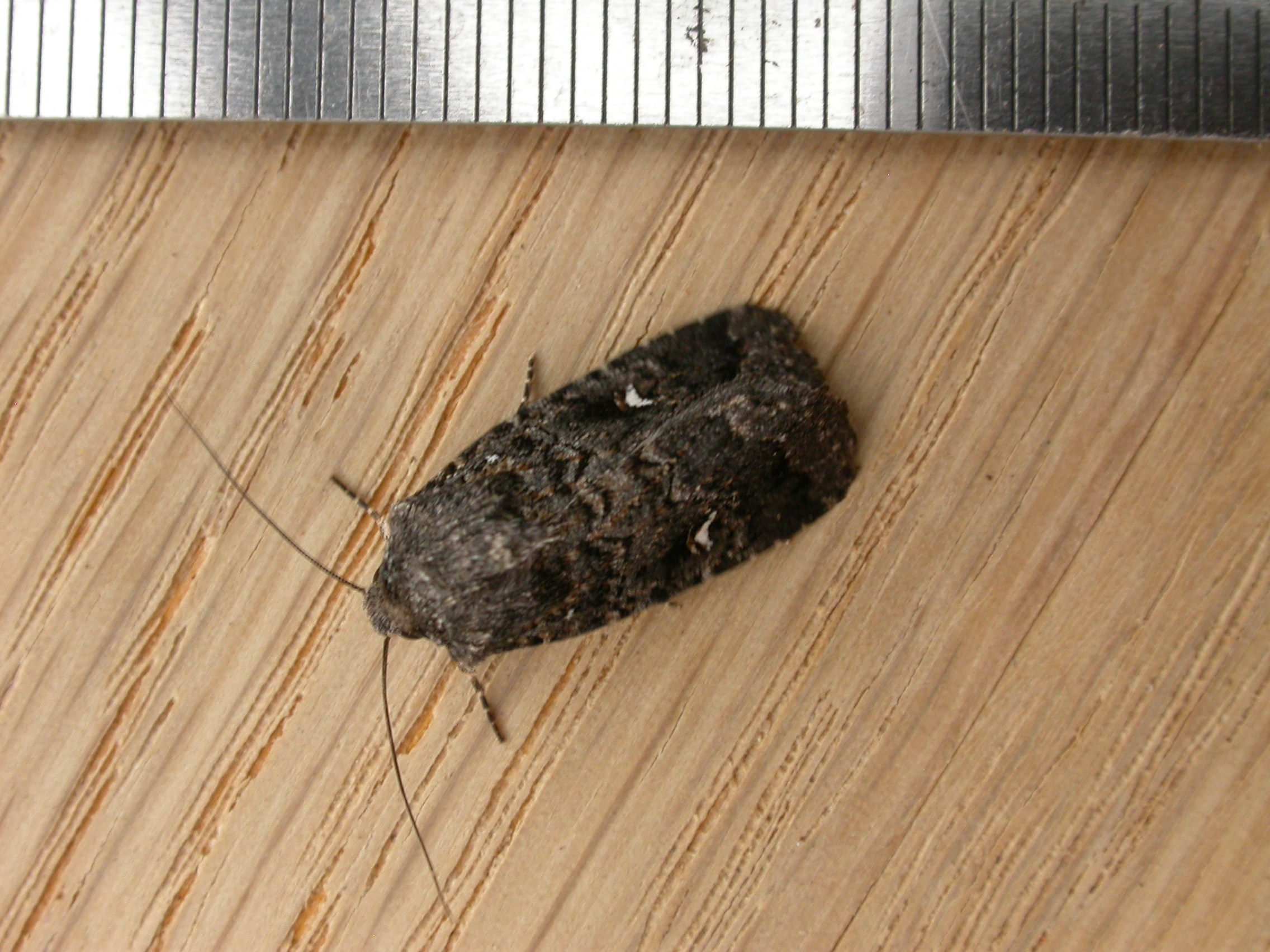
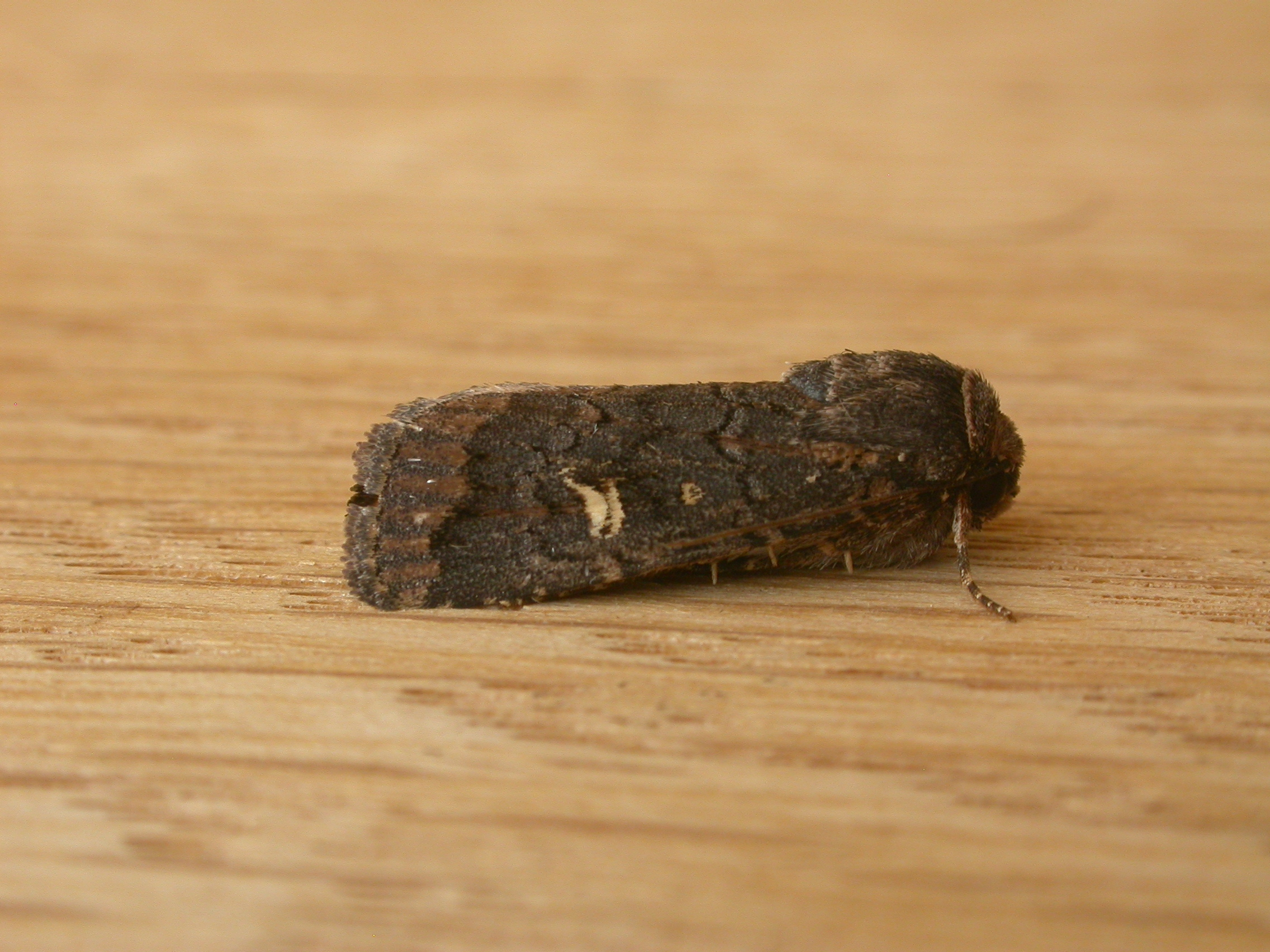
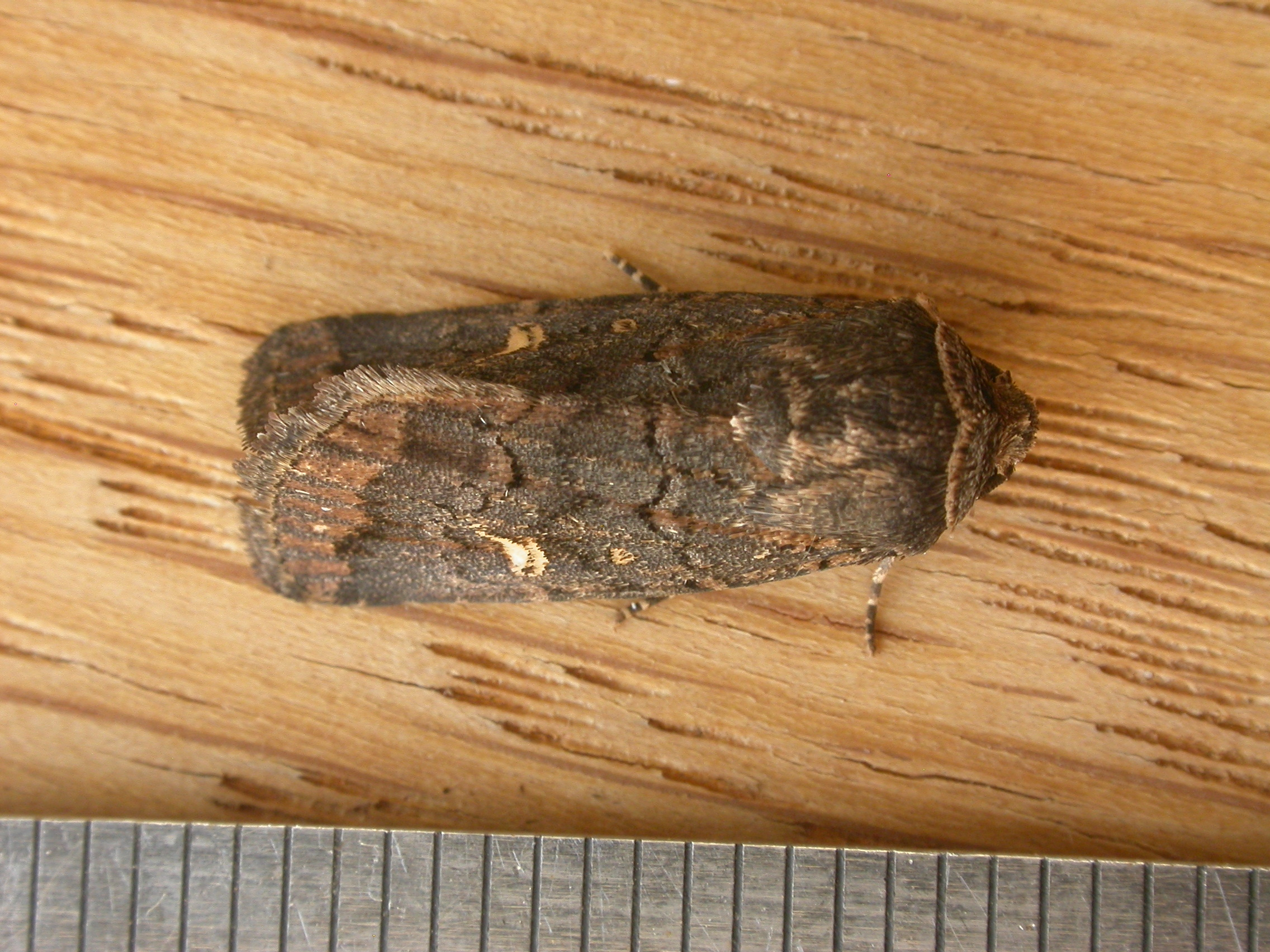